# Bothremys arabicus
Bothremys arabicus  — вимерлий вид бокошийних черепах родини Bothremydidae. Вид існував у кінці крейди, 86 млн років тому. Скам'янілі рештки виду знайдені у відкладеннях піщаннику формування Ваді Умм Гудран у Йорданії.